# Coppa del Re 1998 (hockey su pista)
La Coppa del Re 1998 è stata la 55ª edizione della principale coppa nazionale spagnola di hockey su pista. La competizione ha avuto luogo dal 10 marzo e si è conclusa con le final four presso il Pavelló d'Esports di Blanes il 31 maggio 1998. 
Il trofeo è stato conquistato dal Noia per la prima volta nella sua storia superando in finale l'Igualada.

## Risultati

### Ottavi di finale
Le gare di andata vennero disputate il tra il 10 e l'11 marzo 1998; le gare di ritorno furono disputate il tra il 24 e il 25 marzo 1998.
| Squadra 1  | Totale  | Squadra 2      | Andata | Ritorno |
| ---------- | ------- | -------------- | ------ | ------- |
| Barcellona | 7 - 8   | Igualada       | 5 - 4  | 2 - 4   |
| Flix       | 3 - 9   | Alcobendas     | 2 - 3  | 1 - 6   |
| Mataró     | 4 - 8   | Noia           | 2 - 4  | 2 - 4   |
| Piera      | 2 - 9   | Vic            | 2 - 5  | 0 - 4   |
| Vila Seca  | 4 - 10  | Reus Deportiu  | 4 - 4  | 0 - 6   |
| Voltregà   | 13 - 10 | Arenys de Munt | 8 - 3  | 5 - 7   |

- Areces e  Liceo La Coruña qualificate al turno successivo.

### Quarti di finale
Le gare di andata vennero disputate il tra il 21 e il 23 aprile 1998; le gare di ritorno furono disputate il tra il 3 e il 5 maggio 1998.
| Squadra 1     | Totale | Squadra 2       | Andata | Ritorno |
| ------------- | ------ | --------------- | ------ | ------- |
| Areces        | 3 - 14 | Igualada        | 1 - 10 | 2 - 4   |
| Reus Deportiu | 10 - 9 | Liceo La Coruña | 7 - 5  | 3 - 4   |
| Vic           | 4 - 5  | Noia            | 3 - 3  | 1 - 2   |
| Voltregà      | 3 - 6  | Alcobendas      | 0 - 2  | 3 - 4   |

### Final four

#### Semifinali
| Blanes 30 maggio 1998                  | Noia           | 2 – 2 (d.t.s.) | Reus Deportiu | Pavelló d'Esports |
| \| \| \| \| \| \| Shootout 1 – 0 \| \| |                |                |               |                   |
|                                        |                |                |               |                   |
|                                        | Shootout 1 – 0 |                |               |                   |

| Blanes 30 maggio 1998 | Alcobendas | 3 – 7 | Igualada | Pavelló d'Esports |

#### Finale
| Blanes 31 maggio 1998                  | Igualada       | 3 – 3 (d.t.s.) | Noia | Pavelló d'Esports |
| \| \| \| \| \| \| Shootout 0 – 1 \| \| |                |                |      |                   |
|                                        |                |                |      |                   |
|                                        | Shootout 0 – 1 |                |      |                   |